# Liste der Nummer-eins-Hits in Deutschland (1963)
Diese Liste enthält alle Nummer-eins-Hits in Deutschland im Jahr 1963. Es gab in diesem Jahr acht Nummer-eins-Singles.
| Singles | Alben |
| --- | --- |
| - Freddy Quinn: Junge, komm bald wieder - 3 Monate (1. Januar – 31. März) - Billy Mo: Ich kauf’ mir lieber einen Tirolerhut - 1 Monat (1. April – 30. April) - Tahiti-Tamourés: Wini-Wini - 1 Monat (1. Mai – 31. Mai) - Manuela / Eydie Gormé: Schuld war nur der Bossa Nova / Blame It on the Bossa Nova - 1 Monat (1. Juni – 30. Juni) - Connie Francis: Barcarole in der Nacht - 1 Monat (1. Juli – 31. Juli) - Gitte / Lil Malmkvist: Ich will ’nen Cowboy als Mann - 2 Monate (1. August – 30. September) - Gitte und Rex Gildo: Vom Stadtpark die Laternen - 2 Monate (1. Oktober – 30. November) - Cliff Richard: Rote Lippen soll man küssen (Lucky Lips) - 2 Monate (1. Dezember 1963 – 31. Januar 1964) | - Soundtrack: My Fair Lady – Deutsche Originalaufnahme - 1 Jahr und 2 Monate (15. Juli 1962 – 14. September 1963, insgesamt 22 Monate; → 1962, 1964 und 1965) - Soundtrack // Julie Andrews & Rex Harrison – My Fair Lady – Deutsche Originalaufnahme // My Fair Lady (Soundtrack) - 1 Monat (15. September – 14. Oktober) - Soundtrack: My Fair Lady – Deutsche Originalaufnahme - 2 Monate (15. Oktober – 14. Dezember, insgesamt 22 Monate) - Jürgen von Manger – Stegreifgeschichten // Stegreifgeschichten 2 - 1 Monat (15. Dezember 1963 – 14. Januar 1964) |

## Jahreshitparade
1. Freddy Quinn: Junge, komm bald wieder
2. Manuela: Schuld war nur der Bossa Nova
3. Billy Mo: Ich kauf’ mir lieber einen Tirolerhut
4. Connie Francis: Barcarole in der Nacht
5. Gitte / Lil Malmkvist: Ich will ’nen Cowboy als Mann
6. Renate und Werner Leismann: Gaucho Mexicano
7. Tahiti-Tamourés: Wini-Wini
8. Peter Alexander: Wenn erst der Abend kommt
9. Gitte und Rex Gildo: Vom Stadtpark die Laternen
10. Peter Hinnen: Siebentausend Rinder